# Curbă hipsometrică

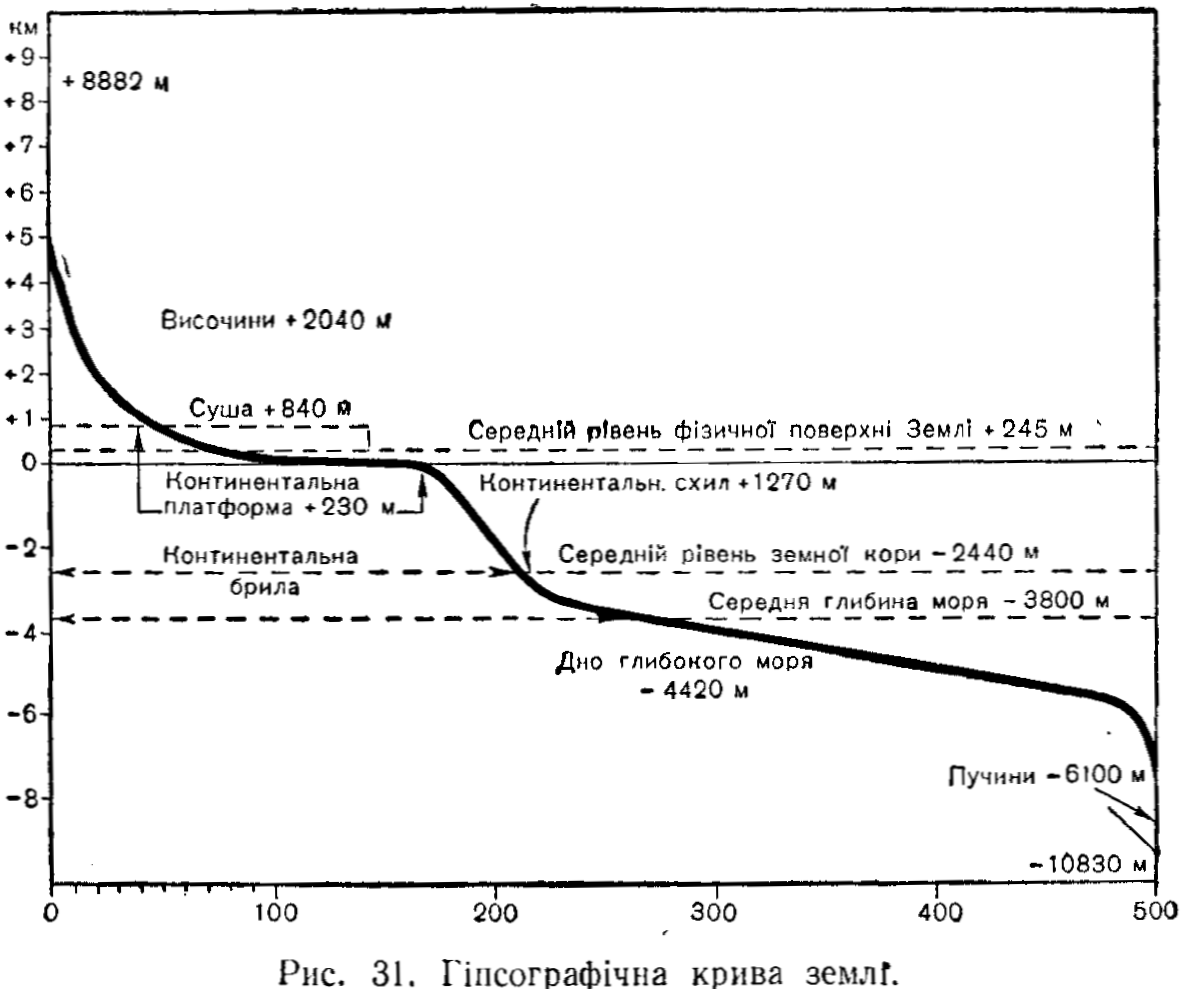
Curba hipsometrică a Pământului

Curba hipsometrică, denumită și curbă hipsografică este reprezentarea grafică într-un sistem de două coordonate, din care una redă altitudinea și adâncimea reliefului, iar alta redă suprafața terenului, ce e redată în Km2 sau procente.